# ربع بلخ

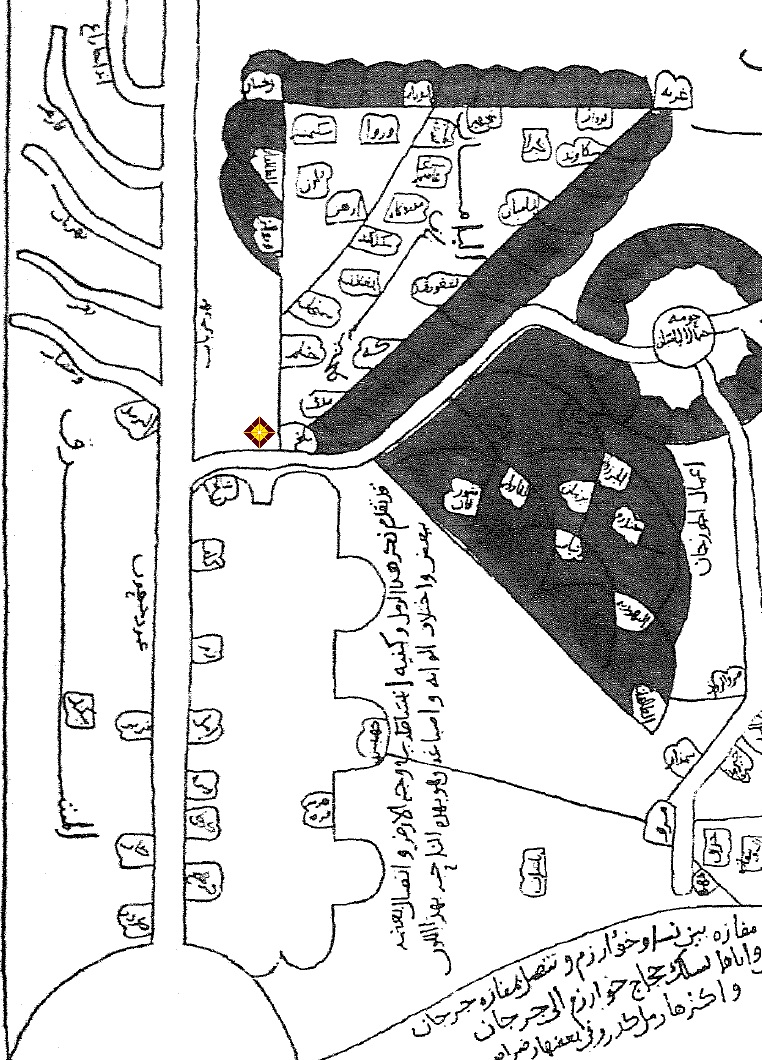
بریده‌ای از نقشهٔ خراسان کتاب صورة الارض ابن حوقل؛ نوشته شده در قرن چهارم هجری). در این نگاره که نقاط مهم بخش شرقی خراسان (ربع بلخ) را نشان می‌دهد: شهر بلخ در حدود میانه نگاره مشخص شده؛ نواحی خُلم، طخارستان، بامیان و جوزجان در سمت بالا و راست نگاره می‌بینید. در نیمهٔ پایینی نگاره؛ بیسکند در مشرق و مرو (مرکز ربع مرو) در مغرب، خودنمایی می‌کنند.

رَبعِ بَلخ؛ بخش شرقی خراسان؛ یکی از چهار بخش خراسان، که با تطبیق بر جغرافیای امروز، نیمهٔ شرقی کشور افغانستان و حدی از مناطق پیرامونی آن، از جمله ناحیه همجوار در کشور تاجیکستان را در بر می‌گیرد. کرسی و مرکز این ناحیه، شهر بلخ بوده است.

## نام‌شناخت
در کتاب اوستا، از بلخ با نام بخدیم سریرام به معنی یلخ زیبا در شمار شانزده کشور آریاییان و به عنوان چهارمین کشوری که اهورامزدا آفریده و یاد شده است. واژهٔ بخدی یا باخذی (Bakhdhi) اوستایی در پارسی میانه به گونهٔ بخل (Bakhl) و فارسی دری به گونهٔ بلخ (Balkh) نمود یافته؛ در متون پارسی میانه، این نام همراه با پسوند و به صورت بلخ بامیک به معنی بلخِ درخشان؛ و در در پارسی دوره هخامنشی به گونهٔ باختریش (Baxtrish) و باختریا (Baxtriya) دیده می‌شود. نام بلخ در کتاب چهارم اتهرواودا (از متون ودائی هند) از مردم بلهیکه (Balhika) و شاه آنان؛ و در داستان حماسی هند مهابهارت به گونهٔ بهلیکه (Bahlika) یاد شده؛ این نام در ایلامی به گونهٔ بکه-شی-ایش (Ba-Ka-Si-Is) یا بیکتوری‌ایش (Ba-Ik-Tur-Ri-Is)؛ و در آکادی به گونهٔ باختر (Ba-Ah-Tar)؛ و در یونانی به گونهٔ باخترا (Baxtra)؛ و در چینی به گونهٔ Ba-Hi-Hei و Ta-Hia آمده است. در متون قدیم، ابوالقاسم سمرقندی در کتاب تاریخ بلخ دربارهٔ واژه بلخ بامی (بامیک) نوشته است: بلخ، نخست به صورت برخ و به معنای نصیب و بهره بوده است؛ و بامی منسوب به بام در معنای مکان مرتفع است. پس «مملکت و پادشاهی بلخ، از رفیع‌ترین انحاء مملکت است.»

## ناحیهٔ بلخ

### ربع بلخ

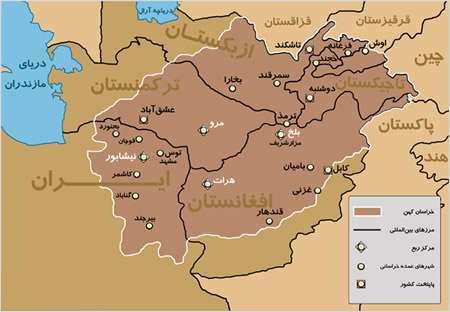
نقشه خراسان، با تطبیق بر نقشه جغرافیای سیاسی معاصر. مرکز ربع‌های خراسان (نیشابور، هرات، مرو و بلخ) در این نقشه، مشخص شده‌اند.

بلخ (باختریش) در دورهٔ ماد آخرین حد (مرز) کشور و در دوره هخامنشی، ساتراپی بسیار گسترده‌ای بوده است که گاه ساتراپی مرو را نیز در بر می‌گرفته است. در دوره تسلط یونانیان و حکومت سلوکیان؛ باختر یا باکتریه (بلخ) در قلمرو آنان قرار داشت و بنا بر نوشته استرابون: هرات در غرب؛ و پارویامی‌سوس (هندوکش) در جنوب و شرق این ناحیه قرار داشت؛ و در کتاب حدود العالم از متون دوره اسلامی، به رشته‌کوهی (=هندوکش) اشاره شده است که از میان طارقان و سکلند و خلم و سمنگان و از جنوب بلخ می‌کند. در دوره ساسانیان؛ خراسان، یکی از چهار استان مهم کشور به‌شمار می‌آمد؛ این استان، به چهار بخش تقسیم می‌شد و این بخش‌ها عبارت بودند از: مرو، نیشابور، هرات و بلخ. در دوره اسلامی؛ احمد بلاذری (قرن۲و۳ قمری)، خراسان را دربرگیرنده چهار ربع (بخش) دانسته و می‌گوید: خراسان، چهار ربع دارد. ربع اول، ایرانشهر است و آن دربرگیرنده نیشابور و قهستان و هرات و توس است. ربع دوم، دربرگیرنده مروان (دو مرو) و سرخس و نسا و ابیورد و طالقان و خوارزم است. ربع سوم، دربرگیرنده جوزجانان و بلخ و صغانیان است و ربع چهارم، دربرگیرنده ماوراءالنهر است. ابن فقیه (قرن ۳ هـ. ق) نیز به نقل از بلاذری، خراسان را در چهار ربع (= بخش) یاد کرده و ربع سوم را در برگیرندهٔ ناحیهٔ غربی رود بلخ دانسته که شامل فاریاب، جوزجان، طخارستان، طالقان، ختّل، خش، قوادیان، خست، اندراب، بامیان، بغلان، والج، بنک، بدخشان، ترمذ، صغانیان، زم، خلم و سمنگان دانسته است. محمد مقدسی (جغرافیدان قرن چهارم هجری)؛ همراه با یادکرد ربع سوم خراسان (شامل: جوزجانان، بلخ و صغانیان) با اشاره به گفتار بلاذری، اما با استدلال توجه به نزدیکی نقاط یک منطقه (از دیدگاه جغرافیا، آداب و رسوم، زبان و فاصله)؛ مناطق خراسان را به هشت خوره و نه ناحیه دسته‌بندی نموده و بلخ را یکی از خوره‌های نه‌گانه خراسان دانسته که این خوره نخستین ناحیه از سوی جیحون (به جهت غرب)؛ و گسترده‌ترین خورهٔ خراسان، پس از خورهٔ نیشابور می‌باشد.

### توابع بلخ
بر پایه اطلاعات جغرافیایی مقدسی (جغرافیدان قرن چهارم هجری): قصبه (شهر مرکزی) ناحیهٔ بلخ، شهر بلخ؛ و اشفورقان، سلیم کرکو، جا، مذر، برواز از شهرها و قطعات مهم این خوره‌اند. او در ادامه از ناحیه طخارستان (مشتمل بر: تخارستان، ولوالج، طالقان، خلم، غربنگ، سمنگان، اسکلکند، رؤب، بغلان پائین، بغلان بالا، اسکیمشت، راون، آرهن، اندراب، خست، سرای عاصم) و ناحیه بامیان (مشتمل بر: بسغورفند، سگاوند، لخراب) نام برده و سپس بدخشان، بنجهیر، جاربقله و بروان را از رستاق‌های بلخ یاد کرده و همچنین در جای دیگر اشاره نموده که جوزجانان (مشتمل بر: یهودیه، انبار، برزور، فاریاب کلان، شبورقان) در روزگاری پیشین از نواحی بلخ بوده است. کتاب مسالک و ممالک نوشتهٔ اصطخری چهره روشن‌تری از توابع ربع بلخ ارائه می‌دهد. اصطخری، اصطخری؛ تخارستان، خُتل، پنجهیر، بدخشان و عمل بامیان را نواحی بلخ معرفی نموده و توابع هر یک از این ناحیه‌های چهارگانه را بدین ترتیب برشمرده است:
- تخارستان : خُلم، سمنگان، بغلان، سکلکند، وروالیز (روالین)، آرهن (ارهر)، راون (راور)، طایقان، سکیمشت (سمکمست)، روب (روا)، سرای عاصم، خست، اندراب، مذر (مدر)، کاه.
- خُتّل : هلاورد، لاوک، کار بنک (کاونک)، تملیات، هلبُک.
- عمل بامیان : بامیان، بسغورفند، سکاوند (سکندره)، کابل، لجرا (نجرا یا نجوا)، فروان (قروان)، غزنه، پنجهیر (بنجهیر یا ساطیر)
- بدخشان : شهرها و روستاهایی دارد و قصبه (شهر مرکزی) آن بدخشان است.[۱۲]

## پانوشت‌ها
1. ↑  علیرضا کشوردوست (سال سوم، پاییز ۱۳۹۱)، «خراسان بزرگ در فرایندهای زمان»، پژوهشنامه خراسان بزرگ، ش. ۸، ص. ص۶۹ تاریخ وارد شده در |تاریخ= را بررسی کنید (کمک)
2. ↑  جغرافیای تاریخی سرزمین‌های خلافت شرقی، ترجمهٔ ترجمه محمود عرفان، تهران: انتشارات علمی و فرهنگی، ۱۳۶۴، ص. ص۴۰۸
3. ↑  سیدحسین رئیس‌السادات (تابستان ۱۳۶۶)، «شهرهای خراسان؛ بلخ»، تحقیقات جغرافیایی، ش. ۵، ص. ص۱۹۹–۲۰۰
4. ↑  سیدابوطالب میرعابدینی (۱۳۷۱)، بلخ در تاریخ و ادب فارسی، تهران: نشر صدوق، ص. ص۹–۱۰
5. ↑  عبدالله بن عمر بلخی (۱۳۵۰)، فضایل بلخ، ترجمهٔ حسین بلخی، تهران، ص. ص۲۸
6. ↑  سیدحسین رئیس‌السادات (تابستان ۱۳۶۶)، «شهرهای خراسان؛ بلخ»، تحقیقات جغرافیایی، ش. ۵، ص. ص۲۰۴–۲۰۶
7. ↑  دانیل آل آلتون (١٣٦٧)، تاریخ سیاسی و اجتماعی خراسان در آغاز حکومت عباسیان، ترجمهٔ مسعود رجب‌نیا، تهران: شرکت سهامی انتشار، ص. ص۱۲
8. ↑  احسن‌التقاسیم فی معرفةالاقالیم، بیروت: دارصادر، ١٩٠٦م، ص. ص۳۱۳ تاریخ وارد شده در |سال= را بررسی کنید (کمک)
9. ↑  ابی‌عبدالله احمد بن محمد بن اسحاق الهمذانی (١٩٩٦م)، البلدان، بیروت: عالم الکتب، ص. ۶۱۵ تاریخ وارد شده در |سال= را بررسی کنید (کمک)
10. ↑  شمس‌الدین ابی عبدالله محمد مقدسی (١٩٠٦م)، احسن‌التقاسیم فی معرفة الاقالیم، بیروت: دارصادر، ص. ص۲۹۸ تاریخ وارد شده در |سال= را بررسی کنید (کمک)
11. ↑  شمس‌الدین ابی عبدالله محمد مقدسی (١٩٠٦م)، احسن‌التقاسیم فی معرفة الاقالیم، بیروت: دارصادر، ص. ص۲۹۵–۲۹۶، ۲۹۸ تاریخ وارد شده در |سال= را بررسی کنید (کمک)
12. ↑  ابواسحق ابراهیم اصطخری (۱۳۴۰)، مسالک و ممالک، ترجمهٔ به اهتمام ایرج افشار، تهران: بنگاه ترجمه و نشر کتاب، ص. ص۲۱۶–۲۱۷

## فهرست منابع
- «احسن‌التقاسیم فی معرفةالاقالیم»، تألیف شمس‌الدین ابی عبدالله محمد مقدسی، بیروت: دارصادر، ۱۹۰۶م.
- «البلدان»، تألیف ابی‌عبدالله احمد بن محمد بن اسحاق الهمذانی (معروف به ابن فقیه)، تحقیق یوسف الهادی، بیروت: عالم‌الکتب، ۱۴۱۶ق=۱۹۹۶م.
- «بلخ در تاریخ و ادب فارسی»، سیدابوطالب میرعابدینی، تهران: نشر صدوق، ۱۳۷۱.
- «تاریخ الامم و الملوک»، ابی‌جعفر محمد بن جریر الطبری، راجعه و صححه و ضبط نخبه من العلماء الاجلاء، بیروت: مؤسسه الاعلمی للمطبوعات، ۱۴۰۳ق. = ۱۹۸۳م.
- «تاریخ سیاسی و اجتماعی خراسان در آغاز حکومت عباسیان»، دانیل آل آلتون، ترجمه مسعود رجب‌نیا، تهران: شرکت انتشارات علمی و فرهنگی، ۱۳۶۷.
- «جغرافیای تاریخی سرزمین‌های خلافت شرقی»، جی لسترنج، ترجمه محمود عرفان، تهران: انتشارات علمی و فرهنگی، ۱۳۶۴.
- «خراسان بزرگ در فرایندهای زمان»، علیرضا کشوردوست، پژوهشنامه خراسان بزرگ، پاییز ۱۳۹۱، سال سوم، ش ۸، ص۶۵–۷۸.
- «شهرهای خراسان؛ بلخ»، سیدحسین رئیس‌السادات، تحقیقات جغرافیایی، تابستان ۱۳۶۶، ش۵، ص۱۹۹–۲۳۲.
- «فضایل بلخ»، عبدالله بن عمر بلخی، ترجمه حسین بلخی، تهران: ۱۳۵۰.
- «مسالک و ممالک»، ابواسحق ابراهیم اصطخری، به اهتمام ایرج افشار، تهران: بنگاه ترجمه و نشر کتاب، ۱۳۴۰.